# Афанасьев, Георгий Афанасьевич
Георгий Афанасьевич Афанасьев (1896, Новгородская губерния — 1971, Москва) — советский военный деятель, генерал-майор.

## Биография
Родился 30 ноября 1896 года[по какому календарю?] в деревне Дворец, Валдайский уезд, Новгородская губерния.
С 1907 года учился в Дворецкой земской школе, которую окончил в 1911 году, после чего поступил в Новгородскую земскую учительскую семинарию, расположенную в посёлке Григорово.

### Первая мировая и гражданская войны
В августе 1915 года был призван в ряды Русской императорской армии и направлен в 177-й запасной пехотный батальон, дислоцированный в Новгороде. В начале 1916 года выдержал экзамен на вольноопределяющегося и в феврале направлен на учёбу во 2-ю Ораниенбаумскую школу прапорщиков. По окончании которой в октябре того же года в чине прапорщика направлен в 233-й запасной пехотный полк, откуда с маршевой ротой направлен в Полтавский 30-й пехотный полк (8-я пехотная дивизия), после чего принимал участие в боевых действиях на Западном фронте. В 1917 году произведён в подпоручики, стал выборным командиром роты, а в октябре избран членом корпусного совета 15-го армейского корпуса.
Во время Октябрьской революции Г. А. Афанасьев сформировал красногвардейский отряд из рабочих станции Поставы, который выполнял задачи по разведке и оставлению ударных частей на фронте. После начавшегося 23 января 1918 года наступления германских войск отряд под командованием Г. А. Афанасьева отступил в район Полоцка, а затем передислоцирован в Тамбов, где в апреле был включён в состав 1-го добровольческого социалистического полка РККА, где сам Г. А. Афанасьев служил на должностях командира роты, батальона и полка. В мае полк был направлен на Южный фронт, где принимал участие в боевых действиях против войск под командованием П. Н. Краснова в районе ст. Филоново, Поворино, Елань.
В октябре 1918 года заболел, после чего лечился в госпитале и по выздоровлении направлен на учёбу на курсы всевобуча в Петрограде, после окончания которых в январе 1919 года назначен на должность инструктора всевобуча при Валдайском уездном военкомате, а в апреле — на должность командира особого отряда в составе 9-й армии, который воевал против бандитизма на территории Балашовского уезда (Саратовская губерния). В августе отряд был включён в состав 223-го стрелкового полка (3-я отдельная бригада Загарина), где Г. А. Афанасьев назначен на должность командира батальона. Осенью в районе Борисоглебска попал в плен войскам под командованием А. И. Деникина, после чего зачислен в пулемётную роту, однако в первом же бою перешёл на сторону РККА.
В октябре 1919 года заболел тифом, после чего лечился в госпитале. После излечения в январе 1920 года направлен в 1-й запасной полк бригады особого назначения, где служил на должностях командира батальона и помощника командира полка по хозяйственной части. В апреле 1921 года полк был преобразован в батальон, после чего передислоцирован на Туркестанский фронт, а осенью был расформирован, а Г. А. Афанасьев назначен на должность командира роты в составе 1-го Московского полка ЧОН.

### Межвоенное время
В октябре 1921 года назначен на должность начальника снабжения штаба ЧОН Калужской области, в феврале 1922 года — на должность командира отдельного Вологодского батальона, в апреле того же года — на должность командующего ЧОН Вологодского уезда, в июле — на должность начальника штаба ЧОН Сырдарьинской области, затем — на должность инспектора пехоты и начальника штаба ЧОН этой же области, а в сентябре 1923 года — на должность командующего ЧОН Сырдарьинской области. Принимал участие в боевых действиях против басмачества. В мае 1924 года переведён начальником 6-го отдела штаба Туркестанского фронта. В 1925 году направлен на учёбу на курсы усовершенствования высшего начальствующего состава при Военной академии имени М. В. Фрунзе, после окончания которых в 1926 году вернулся на прежнюю должность.
В ноябре 1929 года назначен на должность командира и военкома 64-го стрелкового полка (22-я стрелковая дивизия, Северо-Кавказский военный округ), в июле 1931 года — на должность начальника 8-го отдела Управления по командно-начальствующему составу РККА.
В 1933 году окончил вечернее отделение Военной академии имени М. В. Фрунзе.
В марте 1938 года назначен помощником начальника по учебно-строевой части Тбилисского пехотного училища.
Октябрь 1938 года — июль 1939 года — командир 9-й горнострелковой Краснознамённой ордена Красной Звезды дивизии имени ЦИК Грузинской ССР, дислоцированной в Батуми.
С июля 1939 года — начальник группы контроля Северо-Кавказского военного округа.
С июня 1940 года — начальник Телавского миномётного училища.

### Великая Отечественная война
С началом войны находился на прежней должности.
В августе 1941 года назначен на должность командира 297-й стрелковой дивизии, формировавшейся в г. Лубны (Харьковский военный округ) и в том же месяце переданной в состав Юго-Западного фронта, после чего в ходе Киевской оборонительной операции вела оборонительные боевые действия севернее Кременчуга, а затем — на реке Северский Донец в районе Белгорода. 16 февраля 1942 года полковник Г. А. Афанасьев был освобождён от занимаемой должности, зачислен в резерв Юго-Западного фронта и в мае того же года назначен на должность начальника курсов младших лейтенантов этого же фронта.
29 июня 1942 года переведён на должность командира 244-й стрелковой дивизии, которая с 4 сентября участвовала в оборонительных боевых действиях в Сталинграде в составе 62-й армии. После понесённых тяжёлых потерь 26 сентября дивизия была выведена и передислоцирована на доукомплектование в Солнечногорск (Московская зона обороны). С января 1943 года 244-я стрелковая дивизия под командованием Г. А. Афанасьева участвовала в боевых действиях в ходе Ворошиловградской и Донбасской наступательных операций. 19 августа 1943 года полковник Г. А. Афанасьев был отстранён от занимаемой должности, зачислен в распоряжение Военного совета 6-й армии, однако в сентябре восстановлен в прежней должности, после чего принимал участие в Запорожской наступательной операции, Битве за Днепр, Никопольско-Криворожской, Березнеговато-Снигирёвской и Одесской наступательных операциях.
7 августа 1944 года генерал-майор Г. А. Афанасьев был ранен при аварии автомобиля, после чего лечился в госпитале. После выздоровления в январе 1945 года назначен на должность заместителя командующего 26-й армией (3-й Украинский фронт), после чего принимал участие в боевых действиях в ходе Будапештской операции. 19 марта 1945 года Г. А. Афанасьев был ранен, после чего лечился в госпитале.

### Послевоенная карьера
После выздоровления в декабре 1945 года назначен на должность начальника Московских высших курсов офицерского состава органов местного военного управления.
С мая 1947 года состоял в распоряжении Главного управления кадров и Генштаба ВС СССР и в августе того же года назначен на должность начальника Архива Министерства Вооружённых Сил СССР.
Вышел в отставку 4 января 1951 года.
Умер 19 марта 1971 года в Москве. Похоронен на Введенском кладбище (уч. 23).

## Награды
- Орден Ленина (21.02.1945);
- Четыре ордена Красного Знамени (03.10.1943, 17.07.1944, 03.11.1944, 06.11.1947);
- Орден Богдана Хмельницкого 2 степени (19.03.1944);
- Медали;
- Наградное оружие.